# Peeter van Coudenberghe
Peeter van Coudenberghe (ook Pieter Coudenberg(h) genoemd) (Brussel, 1517/1519/1525/1528 - Antwerpen, 1590/1594/1599) was een apotheker en plantkundige in Antwerpen.

## Biografie

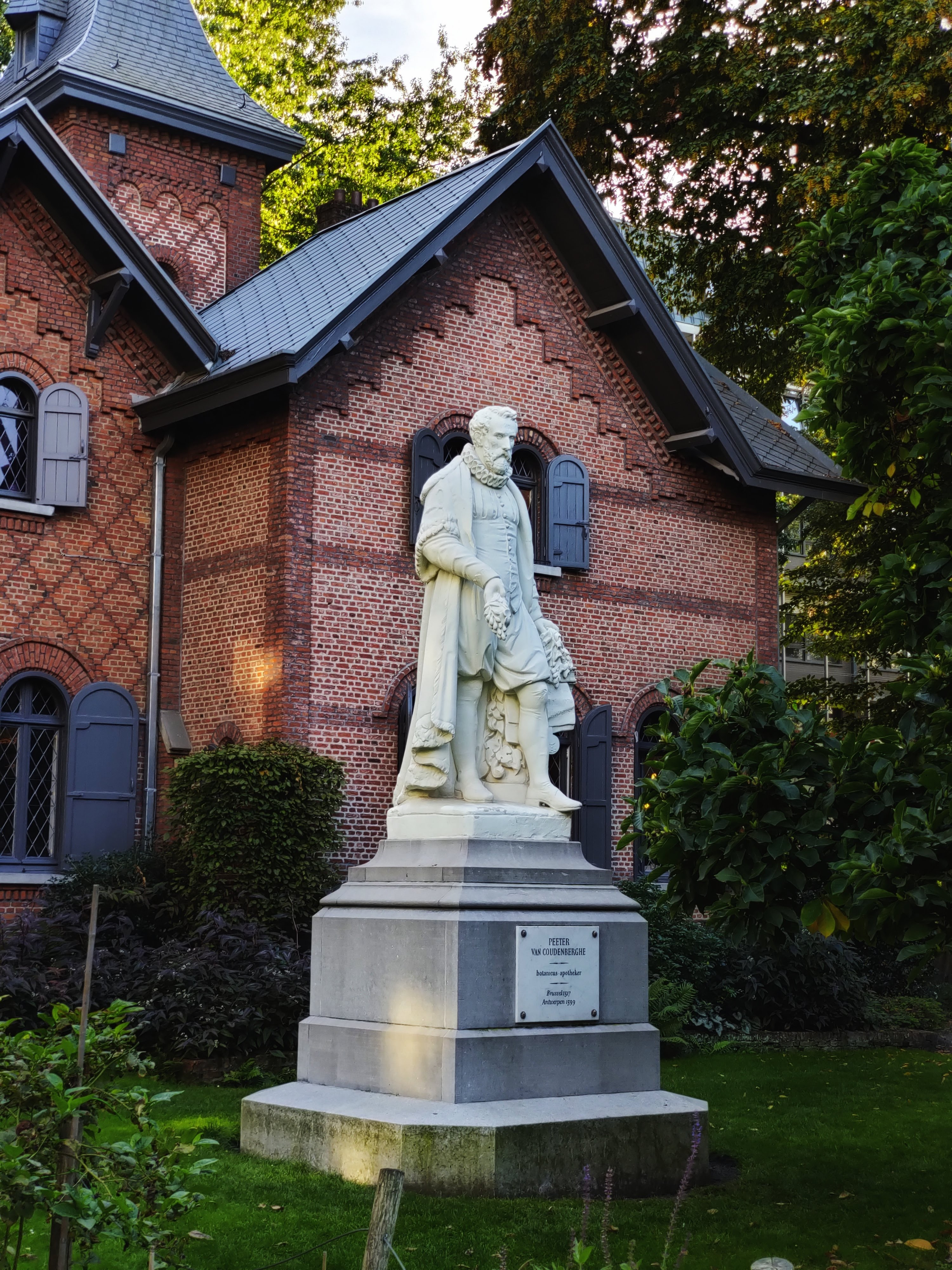
Standbeeld van Peeter van Coudenberghe in de Plantentuin in Antwerpen

Coudenberg had een kruidentuin gemaakt, buiten de toenmalige stadsmuur van Antwerpen, die bekendheid kreeg. Hij onderhield er een grote collectie exotische planten. Omstreeks 1571 waren dat er ongeveer 600. Verschillende plantkundigen deden een beroep op het arsenaal dat in zijn tuin aanwezig was. Doordat hij sommige planten liet overwinteren in ondergrondse bewaarplaatsen, kan hij ook beschouwd worden als de uitvinder van de oranjerie.
De kruidentuin van Coudenberg wordt beschouwd als een voorloper van de nog bestaande, in de 19e eeuw opgerichte, Plantentuin (ook Den Botaniek genoemd) van de stad Antwerpen, aan de Leopoldstraat bij het Sint-Elisabethgasthuis. In 1861 werd op initiatief van Antwerpse apothekers een standbeeld van Coudenberg geplaatst, ontworpen door beeldhouwer Pierre-Joseph De Cuyper (1808-1883), in wat nu het Stadspark heet. In 1869 werd het beeld verplaatst naar de genoemde Plantentuin.
Hij vatte nog het plan op om al zijn kennis in een werk neer te schrijven, maar de belegering van Antwerpen in 1584-1585, waardoor de tuin verwoest werd, en het verlies van zijn zoon tijdens deze oorlog gooiden roet in het eten, waardoor zo een boek niet is geschreven. Hij schreef wel een geannoteerde vertaling van het Dispensatorium pharmacorum van Valerius Cordus. Dat werk geldt als de eerste Antwerpse publicatie over farmacie.

## Trivia
- Op 3 maart 1960 noemde de gemeente Edegem een nieuw aangelegde straat Pieter Coudenberghlaan.[3]

- Biblioteca Nacional de España: XX896615
- Bibliothèque nationale de France: cb10466309g (data)
- Author citation (botany): Coudenb.
- Biografisch Portaal: 38496805
- Gemeinsame Normdatei: 128721499
- International Standard Name Identifier: 0000 0001 0953 4496
- Nederlandse Thesaurus van Auteursnamen: 074579797
- LIBRIS: 290749
- Système universitaire de documentation: 112160840
- Virtual International Authority File: 9830081
- WorldCat: E39PBJvxqCyr3k4Ytgy8MFkVYP